# Gerszon Szafat
Gerszon Szafat (hebr.: גרשון שפט, ang.: Gershon Shafat, ur. 6 grudnia 1927 w Wiedniu, zm. 16 sierpnia 2020) – izraelski menedżer, działacz społeczny i polityk, w latach 1984–1988 oraz 1990–1992 poseł do Knesetu.

## Życiorys
Urodził się 6 grudnia 1927 w Wiedniu. W 1934 wyemigrował, wraz z rodziną, do stanowiącej brytyjski mandat Palestyny. Osiedlili się w Tel Awiwie, gdzie ukończył szkołę średnią. Studiował socjologię i historię na Uniwersytecie Telawiwskim.
Był aktywnym członkiem religijno-syjonistycznego ruchu młodzieżowego Bene Akiwa. W 1945 został członkiem Narodowej Partii Religijnej (Mafdal), w której działał przez ponad trzydzieści lat. W 1947 był jednym z założycieli kibucu En Curim, należącego do grupy osiedli Gusz Ecjon położonych w górach Judei, na południe od Jerozolimy. Po zajęciu kibucu przez żołnierzy Legionu Arabskiego dostał się do transjordańskiej niewoli, w której przebywał przez dziesięć miesięcy jako jeniec wojenny najpierw w Hebronie, a następnie na granicy między Transjordanią a Irakiem. Po uwolnieniu był jednym z założycieli „nowego En Curim”.
W latach 1956–1958 był kierownikiem działu zakupów oraz koordynatorem komitetu politycznego Ha-Kibuc ha-Dati (Religijnego Ruchu Kibucowego). W latach 1961–1977 zarządzał fabryką Tadmor.
Od 1974 był członkiem kierownictwa, a latach 1976–1979 sekretarzem politycznym ruchu Blok Wiernych (Gusz Emunim), opowiadającego się za rozwojem osadnictwa żydowskiego na Zachodnim Brzegu. W 1979 opuścił Narodową Partię Religijną i dołączył do tworzonej przez Ge’ulę Kohen nacjonalistycznej partii Techijja, powstałej w proteście przeciwko porozumieniu z Camp David, która miała stać się politycznym przedstawicielstwem Gusz Emunim. Został jednym z liderów ugrupowania, w latach 1979–1985 był jego sekretarzem generalnym.
Startując z piątego miejsca na liście Techijji uzyskał mandat poselski w wyborach w 1984. W jedenastym Knesecie przewodniczył podkomisji ds. programu Hesder łączącego służbę wojskową ze studiowaniem Talmudu. Zasiadał w komisjach finansów oraz nadzoru nad radiem i telewizją; podkomisji ds. rozwoju doliny Jordanu, komisjach specjalnej ds. ustawy o samorządzie lokalnym oraz ds. promocji eksportu; w komisji śledczej ds. wypadków drogowych, a także w komitecie wspólnym ds. zwolnień pracowników na terenie Negewu. W wyborach w 1988 nie udało mu się uzyskać reelekcji, ostatecznie jednak 30 stycznia 1990 znalazł się w składzie dwunastego Knesetu zastępując Juwala Ne’emana. Zasiadał w komisjach finansów; budownictwa oraz absorpcji imigrantów, a także w komitecie wspólnym ds. budżetu Knesetu i komisji specjalnej ds. statusu kobiet. W 1992 utracił miejsce w parlamencie.

## Życie prywatne
Żonaty, ma dwie córki.